# Рафаел Михайлов
Рафаел Михайлов Пеев е български художник и поет. Учи изобразително изкуство, специалност декорация при професорите Иван Ангелов, Харалампи Тачев и Дечко Узунов. Издава стихосбирка „Мигове“ през 1967 г.
Негови картини са изложени в Националната художествена галерия и галериите във Велико Търново, Бургас, Враца и в частни колекции по света.
Не принадлежи на никоя художествена школа, има своеобразен и уникален стил, но се смята за родоначалник на т.нар. „метафизична живопис“ – тенденция в европейското изкуство от 30-те и 40-те години на XX в. Рисува пейзажи, портрети и натюрморти.
Изложбените зали на Велико Търново носят неговото име, а Радой Ралин е сред интелектуалците, посветили свое стихотворение на Рафаел Михайлов („Художникът“).
Всеки, учил през 50-те години в софийското училище „Васил Априлов“, при разговор за този период от живота си, непременно споменава и учителя по рисуване Рафаел Михайлов.